# Beaupreopsis
Beaupreopsis paniculata
Genre
Espèce
Synonymes
- Beauprea paniculata (Brongn. & Gris) Benth. & Hook.[2]
- Beauprea paniculata (Brongn. & Gris) Benth. & Hook. ex S.Moore[2],[3]
- Cenarrhenes paniculata Brongn. & Gris, 1865[1],[2],[3]

Beaupreopsis est un genre de plantes à fleurs de la famille des Proteaceae, ne comprenant qu'une seule espèce, Beaupreopsis paniculata, endémique de Nouvelle-Calédonie.

## Taxonomie
L'espèce est décrite en premier par les botanistes français Adolphe Brongniart et Jean Antoine Arthur Gris en 1865, qui la classent dans le genre Cenarrhenes sous le basionyme Cenarrhenes paniculata. Elle est ensuite renommée par Robert Virot en 1968, sous le nom correct Beaupreopsis paniculata, qui la place dans le nouveau genre Beaupreopsis,,.

## Description
C'est un arbrisseau dépassant rarement 1,50 m de hauteur, avec des rameaux épais, diffus et peu nombreux. Les feuilles sont pseudo-verticillées (5-10 x 0,20-0,60 cm), plus ou moins dentées ou lobées au sommet, en coin à la base, coriaces ; les nervations sont peu saillantes ; le pétiole est court et robuste.
Les fleurs sont petites, blanches ou rosées, sur des inflorescences terminales de 20 à 50 cm, paniculées. Les fruits sont petits et velus, contenant une seule graine. Depuis la révision de Robert Virot, les fruits de cette espèce ont été récoltés à plusieurs reprises, mais ils n'ont jamais fait l'objet d'une description officielle. C'est une espèce à vocation horticole.

## Habitat et écologie
Cette espèce est commune dans le Sud de la Grande Terre (Nouvelle-Calédonie) en dessous d'une ligne Thio Bouloupari. Elle pousse dans les formations altimontaines basses ou dans le maquis ouvert, sur sol plus ou moins érodé, sur substrat ultramafique.